# Fedémes
Fedémes es un pueblo en el condado de Heves, Hungría.

## Historia
El nombre de Fedémes se vincula históricamente a la apicultura, ya que se cree que deriva del impuesto medieval llamado fedemezés, relacionado con la exención del diezmo sobre abejas, miel y cera. La primera mención escrita del lugar aparece en 1261 bajo el nombre Fedemus.
A lo largo de los siglos, Fedémes atravesó periodos de dificultades, pero conservó un fuerte apego a sus tradiciones. Entre sus hitos culturales destaca el Coro Femenino de Fedémes, que obtuvo reconocimientos nacionales e internacionales por la recopilación e interpretación del folclore musical local, y cuyos trajes fueron creados por la artista popular Irén Vincze. Otra expresión del patrimonio cultural es el taller de inmersión de papel de László Vincze, donde se conserva la técnica artesanal de fabricación de papel y se exhiben colecciones representativas.
En el ámbito religioso, la iglesia local, construida entre 1811 y 1819 y declarada monumento histórico, alberga una campana fundida en 1837 en Eger. Recientemente, Fedémes se ha convertido también en escenario de actividades deportivas y recreativas. Su entorno natural permite la práctica del parapente, impulsada por el instructor László Zsédey, y fue sede en 2008 de una competición nacional de vehículos todoterreno.